# Chant royal
Il chant royal è una forma poetica che è costituita da cinque strofe di undici versi ciascuna (stanza) in uno schema di rime a-b-a-b-c-c-d-d-e-d-E ed un envoi di cinque versi con uno schema d-d-e-d-E oppure di sette con schema c-c-d-d-e-d-E.
Esso fu introdotto nella poesia francese nel XIV secolo da Christine de Pizan e Carlo d'Orléans e venne introdotto in Inghilterra verso la fine del XIX secolo a seguito di un risveglio di interesse per la poesia francese.